# Halterofília als Jocs Olímpics d'Estiu de 2024 - +81 Kg Femení
La prova d'Halterofília de +81 Kg femenina als Jocs Olímpics de París 2024 serà la 7a edició de l'esdeveniment femení en unes Olimpíades. La prova es disputarà l'11 d'agost del 2024 al recinte del Paris Expo Porte de Versailles. La prova és present des dels Jocs Olímpics de Sidney 2000, any del debut de les proves femenines d'Halterofília en les Olimpíades, amb la modalitat de +75 Kg, tot i que en l'edició de Tòquio es va reformular als +87 Kg i en aquesta edició serà de +81 Kg.
La xinesa Li Wenwen és la vigent campiona de la disciplina oímpica, després de guanyar l'or als Jocs Olímpics de Tòquio 2020, per davant de la britànica Emily Campbell i de l'estatunidenca Sarah Robles, qui van guanyar la medalla de plata i de bronze respectivament.
L'equip de la Xina és la selecció més guardonada, amb 5 medalles d'or, en les 6 edicions que aquesta modalitat d'Halterofília ha estat present als Jocs Olímpics. La sud-coreana Jang Mi-ran és l'atleta més guardonada, amb 1 medalla d'or, 1 medalla de plata i 1 medalla de bronze, en la història de la disciplina olímpica.

## Format
Les 12 classificades es dividiran en dos grups de 6 atletes cadascun. Totes les atletes hauran d'aixecar les peses en la modalitat d'arrencada i de dos temps. La modalitat d'arrencada consisteix en aixecar les peses des del terra fins per sobre el cap i aguantar fins que el jurat dictamini que és vàlid. En la modalitat de dos temps, l'atleta també ha d'aixecar les peses per sobre del cap, però com indica el seu nom, ho ha de fer en dos temps. El primer temps, anomenat clean, l'atleta ha de portar les peses des del terra fins a les espatlles en un sol moviment. Aleshores pot fer una petita pausa i pot realitzar el segon temps, anomenat jerk, per passar les peses per sobre del cap amb els braços estirats. Tindran 3 intents en les dues modalitats (un total de 6 intents). Per la puntuació final, se sumaran els quilos màxims que s'hagin aixecat en cada una de les modalitats i guanyarà l'atleta que hagi aixecat un nombre més gran de pes i així successivament per decidir la classificació final. Si dues atletes queden empatades, guanyarà qui tingui menor pes corporal a l'inici de la prova.

## Classificació
Per classificar-se per la prova olímpica, les aixecadores van haver de disputar diferents tornejos qualificatoris per les Olimpíades. En el rànquing de qualificació olímpic gestionat per la Federació Internacional d'Halterofília, la posició es determinava pels màxims quilos aixecats per l'atleta en qualsevol dels diferents tornejos. Si hi havia empat de quilos entre atletes, qui aconseguí abans la fita, va aconseguir una major posició. Cada país només podia tenir en el rànquing, l'esportista que hagués aixecat el major pes. Els 10 primers països del rànquing a data 28 d'abril de 2024, van tenir una plaça als Jocs Olímpics. Tot i així, hi podia haver circumstàncies especials que fessin variar la classificació. França, com a país amfitrió, va tenir 4 places (2 per gènere) en les categories que decidís. A més, un país només podia tenir un màxim de 6 places (3 per gènere) en el total de proves d'Halterofília. Per tant, si per exemple, un país obtenia 10 atletes classificades en el rànquing, havia de decidir eliminar-ne 4. L'onzena plaça de la prova es va decidir mitjançant representació continental. Això volia dir, que si un continent (Àfrica, Àsia, Europa, Oceania i Panamèrica) no tenia cap plaça entre les 10 primeres atletes, s'assignaria la plaça del país que estigués més amunt en el rànquing. Aquesta plaça fou per l'equip d'Indonèsia que es va classificar en la 12a posició. Finalment hi va haver 6 places universals que es van repartir entre les 10 categories, per tal que hi hagués 12 atletes en cada categoria (en aquelles on no tingui plaça el país amfitrió).
| Esdeveniment                      | Places | País                 | Atleta classificada |
| --------------------------------- | ------ | -------------------- | ------------------- |
| Rànquing de Classificació Olímpic | 10     | Xina                 | Li Wenwen           |
| Rànquing de Classificació Olímpic | 10     | Corea del Sud        | Park Hye-jeong      |
| Rànquing de Classificació Olímpic | 10     | Regne Unit           | Emily Campbell      |
| Rànquing de Classificació Olímpic | 10     | Tailàndia            | Duangaksorn Chaidee |
| Rànquing de Classificació Olímpic | 10     | Estats Units         | Mary Theysen-Lappen |
| Rànquing de Classificació Olímpic | 10     | Equador              | Lisseth Ayoví       |
| Rànquing de Classificació Olímpic | 10     | Egipte               | Halima Abbas        |
| Rànquing de Classificació Olímpic | 10     | Veneçuela            | Naryury Pérez       |
| Rànquing de Classificació Olímpic | 10     | Samoa                | Iuniarra Sipaia     |
| Rànquing de Classificació Olímpic | 10     | República Dominicana | Crismery Santana    |
| Representació continental         | 1      | Indonèsia            | Nurul Akmal         |
| País amfitrió o plaça universal   | 1      |                      |                     |

## Medaller històric
| Posició | País           | Or | Argent | Bronze | Total |
| ------- | -------------- | -- | ------ | ------ | ----- |
| 1       | Xina           | 5  | 0      | 0      | 5     |
| 2       | Corea del Sud  | 1  | 1      | 1      | 3     |
| 3       | Polònia        | 0  | 1      | 1      | 2     |
| 4       | Regne Unit     | 0  | 1      | 0      | 1     |
| 4       | Corea del Nord | 0  | 1      | 0      | 1     |
| 4       | Samoa          | 0  | 1      | 0      | 1     |
| 4       | Rússia         | 0  | 1      | 0      | 1     |
| 8       | Estats Units   | 0  | 0      | 3      | 3     |
| 9       | Nigèria        | 0  | 0      | 1      | 1     |